# Cantón de Audeux
El cantón de Audeux era una división administrativa francesa, que estaba situada en el departamento de Doubs y la región de Franco Condado.

## Composición
El cantón estaba formado por cuarenta comunas:
- Audeux
- Auxon-Dessous
- Auxon-Dessus
- Berthelange
- Burgille
- Champagney
- Champvans-les-Moulins
- Chaucenne
- Chemaudin
- Chevigney-sur-l'Ognon
- Corcelles-Ferrières
- Corcondray
- Courchapon
- Dannemarie-sur-Crète
- École-Valentin
- Émagny
- Étrabonne
- Ferrières-les-Bois
- Franey
- Franois
- Jallerange
- Lantenne-Vertière
- Lavernay
- Le Moutherot
- Mazerolles-le-Salin
- Mercey-le-Grand
- Miserey-Salines
- Moncley
- Noironte
- Pelousey
- Pirey
- Placey
- Pouilley-Français
- Pouilley-les-Vignes
- Recologne
- Ruffey-le-Château
- Sauvagney
- Serre-les-Sapins
- Vaux-les-Prés
- Villers-Buzon

## Supresión del cantón de Audeux
En aplicación del Decreto n.º 2014-240 de 25 de febrero de 2014, el cantón de Audeux fue suprimido el 22 de marzo de 2015 y sus 40 comunas pasaron a formar parte; veintidós del nuevo cantón de Saint-Vit, once del nuevo cantón de Besanzón-2, cuatro del nuevo cantón de Besanzón-1 y tres del nuevo cantón de Besanzón-3.